# 292
Évszázadok: 2. század – 3. század – 4. század
Évtizedek: 240-es évek – 250-es évek – 260-as évek – 270-es évek – 280-as évek – 290-es évek – 300-as évek – 310-es évek – 320-as évek – 330-as évek – 340-es évek
Évek: 287 – 288 – 289 – 290 –  291 – 292 – 293 – 294 – 295 – 296 – 297

## Események

### Római Birodalom
- Afranius Hannibalianust és Iulius Asclepiodotust választják consulnak.

### Korea
- Meghal Szocshon kogurjói király. Utóda fia, Pongszang.

### Közép-Amerika
- A maja Tikalban felállítják az ottani legrégebbi ismert sztélét.

## Születések
- Szent Pakhomiosz, egyiptomi remete
- Méridai Eulália, keresztény mártír

## Halálozások
- Szocshon kogurjói király

## Fordítás
- Ez a szócikk részben vagy egészben  a(z)   292 című angol Wikipédia-szócikk ezen változatának fordításán alapul.  Az eredeti cikk szerkesztőit annak laptörténete sorolja fel. Ez a jelzés csupán a megfogalmazás eredetét és a szerzői jogokat jelzi, nem szolgál a cikkben szereplő információk forrásmegjelöléseként.